# Plistospilota maxima
Plistospilota maxima es una especie de mantis de la familia Mantidae.

## Distribución geográfica
Se encuentra en Costa de Marfil Camerún y el   Congo.